# Đội tuyển bóng đá U-23 quốc gia Myanmar
Đội tuyển bóng đá U-23 quốc gia Myanmar là đội tuyển bóng đá U-23 đại diện cho Myanmar tại các giải thi đấu bóng đá quốc tế. Đội tuyển được kiểm soát bởi Liên đoàn bóng đá Myanmar.

## Thành tích tại các giải đấu

### Kỷ lục Thế vận hội Mùa hè
| Kỷ lục Thế vận hội Mùa hè | Kỷ lục Thế vận hội Mùa hè | Kỷ lục Thế vận hội Mùa hè | Kỷ lục Thế vận hội Mùa hè | Kỷ lục Thế vận hội Mùa hè | Kỷ lục Thế vận hội Mùa hè | Kỷ lục Thế vận hội Mùa hè | Kỷ lục Thế vận hội Mùa hè | Kỷ lục Thế vận hội Mùa hè |
| Năm                       | Vòng                      | Vị trí                    | ST                        | T                         | H                         | B                         | BT                        | BB                        |
| ------------------------- | ------------------------- | ------------------------- | ------------------------- | ------------------------- | ------------------------- | ------------------------- | ------------------------- | ------------------------- |
| 2004                      | Không vượt qua vòng loại  | Không vượt qua vòng loại  | Không vượt qua vòng loại  | Không vượt qua vòng loại  | Không vượt qua vòng loại  | Không vượt qua vòng loại  | Không vượt qua vòng loại  | Không vượt qua vòng loại  |
| 2008                      | Không vượt qua vòng loại  | Không vượt qua vòng loại  | Không vượt qua vòng loại  | Không vượt qua vòng loại  | Không vượt qua vòng loại  | Không vượt qua vòng loại  | Không vượt qua vòng loại  | Không vượt qua vòng loại  |
| 2012                      | Không vượt qua vòng loại  | Không vượt qua vòng loại  | Không vượt qua vòng loại  | Không vượt qua vòng loại  | Không vượt qua vòng loại  | Không vượt qua vòng loại  | Không vượt qua vòng loại  | Không vượt qua vòng loại  |
| 2016                      | Không vượt qua vòng loại  | Không vượt qua vòng loại  | Không vượt qua vòng loại  | Không vượt qua vòng loại  | Không vượt qua vòng loại  | Không vượt qua vòng loại  | Không vượt qua vòng loại  | Không vượt qua vòng loại  |
| 2020                      | Không vượt qua vòng loại  | Không vượt qua vòng loại  | Không vượt qua vòng loại  | Không vượt qua vòng loại  | Không vượt qua vòng loại  | Không vượt qua vòng loại  | Không vượt qua vòng loại  | Không vượt qua vòng loại  |
| 2024                      | Không vượt qua vòng loại  | Không vượt qua vòng loại  | Không vượt qua vòng loại  | Không vượt qua vòng loại  | Không vượt qua vòng loại  | Không vượt qua vòng loại  | Không vượt qua vòng loại  | Không vượt qua vòng loại  |
| 2028                      | Chưa xác định             | Chưa xác định             | Chưa xác định             | Chưa xác định             | Chưa xác định             | Chưa xác định             | Chưa xác định             | Chưa xác định             |
| 2032                      | Chưa xác định             | Chưa xác định             | Chưa xác định             | Chưa xác định             | Chưa xác định             | Chưa xác định             | Chưa xác định             | Chưa xác định             |
| Tổng số                   | 0/8                       | -                         | 0                         | 0                         | 0                         | 0                         | 0                         | 0                         |

- Kể từ năm 1992, bóng đá tại Thế vận hội Mùa hè thay đổi thành giải đấu U-23.

### Kỷ lục giải vô địch bóng đá U-23 châu Á
| Giải vô địch bóng đá U-23 châu Á | Giải vô địch bóng đá U-23 châu Á | Giải vô địch bóng đá U-23 châu Á | Giải vô địch bóng đá U-23 châu Á | Giải vô địch bóng đá U-23 châu Á | Giải vô địch bóng đá U-23 châu Á | Giải vô địch bóng đá U-23 châu Á | Giải vô địch bóng đá U-23 châu Á |                          | Vòng loại U-23 Châu Á | Vòng loại U-23 Châu Á | Vòng loại U-23 Châu Á | Vòng loại U-23 Châu Á | Vòng loại U-23 Châu Á | Vòng loại U-23 Châu Á |
| Năm                              | Kết quả                          | ST                               | T                                | H                                | B                                | BT                               | BB                               | ST                       | T                     | H                     | B                     | BT                    | BB                    |                       |
| -------------------------------- | -------------------------------- | -------------------------------- | -------------------------------- | -------------------------------- | -------------------------------- | -------------------------------- | -------------------------------- | ------------------------ | --------------------- | --------------------- | --------------------- | --------------------- | --------------------- | --------------------- |
| 2013                             | Vòng bảng                        | 3                                | 0                                | 0                                | 3                                | 1                                | 13                               | 5                        | 4                     | 1                     | 0                     | 16                    | 5                     |                       |
| 2016                             | Không vượt qua vòng loại         | Không vượt qua vòng loại         | Không vượt qua vòng loại         | Không vượt qua vòng loại         | Không vượt qua vòng loại         | Không vượt qua vòng loại         | Không vượt qua vòng loại         | Không vượt qua vòng loại | 3                     | 2                     | 0                     | 1                     | 6                     | 6                     |
| 2018                             | Không vượt qua vòng loại         | Không vượt qua vòng loại         | Không vượt qua vòng loại         | Không vượt qua vòng loại         | Không vượt qua vòng loại         | Không vượt qua vòng loại         | Không vượt qua vòng loại         | Không vượt qua vòng loại | 3                     | 2                     | 0                     | 1                     | 5                     | 3                     |
| 2020                             | Không vượt qua vòng loại         | Không vượt qua vòng loại         | Không vượt qua vòng loại         | Không vượt qua vòng loại         | Không vượt qua vòng loại         | Không vượt qua vòng loại         | Không vượt qua vòng loại         | Không vượt qua vòng loại | 3                     | 2                     | 0                     | 1                     | 11                    | 7                     |
| 2022                             | Không vượt qua vòng loại         | Không vượt qua vòng loại         | Không vượt qua vòng loại         | Không vượt qua vòng loại         | Không vượt qua vòng loại         | Không vượt qua vòng loại         | Không vượt qua vòng loại         | Không vượt qua vòng loại | 2                     | 1                     | 0                     | 1                     | 1                     | 2                     |
| 2024                             | Không vượt qua vòng loại         | Không vượt qua vòng loại         | Không vượt qua vòng loại         | Không vượt qua vòng loại         | Không vượt qua vòng loại         | Không vượt qua vòng loại         | Không vượt qua vòng loại         | Không vượt qua vòng loại | 2                     | 0                     | 1                     | 1                     | 1                     | 4                     |
| Tổng số                          | Vòng bảng                        | 3                                | 0                                | 0                                | 3                                | 1                                | 13                               | 18                       | 11                    | 2                     | 5                     | 40                    | 24                    |                       |

| Lịch sử giải vô địch bóng đá U-23 châu Á | Lịch sử giải vô địch bóng đá U-23 châu Á | Lịch sử giải vô địch bóng đá U-23 châu Á | Lịch sử giải vô địch bóng đá U-23 châu Á | Lịch sử giải vô địch bóng đá U-23 châu Á | Lịch sử giải vô địch bóng đá U-23 châu Á     |
| Năm                                      | Vòng                                     | Ngày                                     | Đối thủ                                  | Kết quả                                  | Sân vận động                                 |
| ---------------------------------------- | ---------------------------------------- | ---------------------------------------- | ---------------------------------------- | ---------------------------------------- | -------------------------------------------- |
| 2013                                     | Vòng bảng                                | 11 tháng 1 năm 2014                      | Oman                                     | L 0–4                                    | Khu liên hợp thể thao Sultan Qaboos, Muscat  |
| 2013                                     | Vòng bảng                                | 13 tháng 1 năm 2014                      | Hàn Quốc                                 | L 0–3                                    | Sân vận động cảnh sát hoàng gia Oman, Muscat |
| 2013                                     | Vòng bảng                                | 15 tháng 1 năm 2014                      | Jordan                                   | L 1–6                                    | Sân vận động cảnh sát hoàng gia Oman, Muscat |

### Kỷ lục Đại hội Thể thao châu Á
| Kỷ lục Đại hội Thể thao châu Á | Kỷ lục Đại hội Thể thao châu Á | Kỷ lục Đại hội Thể thao châu Á | Kỷ lục Đại hội Thể thao châu Á | Kỷ lục Đại hội Thể thao châu Á | Kỷ lục Đại hội Thể thao châu Á | Kỷ lục Đại hội Thể thao châu Á | Kỷ lục Đại hội Thể thao châu Á |
| Năm                            | Kết quả                        | ST                             | T                              | H                              | B                              | BT                             | BB                             |
| ------------------------------ | ------------------------------ | ------------------------------ | ------------------------------ | ------------------------------ | ------------------------------ | ------------------------------ | ------------------------------ |
| 2002                           | Không tham dự                  | Không tham dự                  | Không tham dự                  | Không tham dự                  | Không tham dự                  | Không tham dự                  | Không tham dự                  |
| 2006                           | Không tham dự                  | Không tham dự                  | Không tham dự                  | Không tham dự                  | Không tham dự                  | Không tham dự                  | Không tham dự                  |
| 2010                           | Không tham dự                  | Không tham dự                  | Không tham dự                  | Không tham dự                  | Không tham dự                  | Không tham dự                  | Không tham dự                  |
| 2014                           | Không tham dự                  | Không tham dự                  | Không tham dự                  | Không tham dự                  | Không tham dự                  | Không tham dự                  | Không tham dự                  |
| 2018                           | Vòng bảng                      | 3                              | 1                              | 1                              | 1                              | 3                              | 4                              |
| 2022                           | Vòng 16 đội                    | 4                              | 1                              | 1                              | 2                              | 2                              | 12                             |
| 2026                           | Chưa xác định                  | Chưa xác định                  | Chưa xác định                  | Chưa xác định                  | Chưa xác định                  | Chưa xác định                  | Chưa xác định                  |
| 2030                           | Chưa xác định                  | Chưa xác định                  | Chưa xác định                  | Chưa xác định                  | Chưa xác định                  | Chưa xác định                  | Chưa xác định                  |
| 2034                           | Chưa xác định                  | Chưa xác định                  | Chưa xác định                  | Chưa xác định                  | Chưa xác định                  | Chưa xác định                  | Chưa xác định                  |
| Tổng số                        | 2/6                            | 7                              | 2                              | 2                              | 3                              | 5                              | 16                             |

- Kể từ năm 2002, bóng đá tại Đại hội Thể thao châu Á thay đổi thành giải đấu U-23.

### Kỷ lục Đại hội Thể thao Đông Nam Á
| Kỷ lục Đại hội Thể thao Đông Nam Á | Kỷ lục Đại hội Thể thao Đông Nam Á | Kỷ lục Đại hội Thể thao Đông Nam Á | Kỷ lục Đại hội Thể thao Đông Nam Á | Kỷ lục Đại hội Thể thao Đông Nam Á | Kỷ lục Đại hội Thể thao Đông Nam Á | Kỷ lục Đại hội Thể thao Đông Nam Á | Kỷ lục Đại hội Thể thao Đông Nam Á | Kỷ lục Đại hội Thể thao Đông Nam Á |
| Năm                                | Vòng                               | Vị trí                             | ST                                 | T                                  | H*                                 | B                                  | BT                                 | BB                                 |
| ---------------------------------- | ---------------------------------- | ---------------------------------- | ---------------------------------- | ---------------------------------- | ---------------------------------- | ---------------------------------- | ---------------------------------- | ---------------------------------- |
| 2001                               | Đồng                               | 3/9                                | 6                                  | 3                                  | 1                                  | 2                                  | 8                                  | 5                                  |
| 2003                               | Hạng 4                             | 4/8                                | 5                                  | 2                                  | 1                                  | 2                                  | 11                                 | 6                                  |
| 2005                               | Vòng 1                             | 8/9                                | 4                                  | 0                                  | 1                                  | 3                                  | 2                                  | 5                                  |
| 2007                               | Bạc                                | 2/8                                | 5                                  | 1                                  | 2                                  | 2                                  | 8                                  | 7                                  |
| 2009                               | Vòng 1                             | 6/9                                | 3                                  | 1                                  | 1                                  | 1                                  | 5                                  | 4                                  |
| 2011                               | Đồng                               | 3/11                               | 7                                  | 5                                  | 1                                  | 1                                  | 17                                 | 4                                  |
| 2013                               | Vòng 1                             | 5/10                               | 4                                  | 2                                  | 1                                  | 1                                  | 7                                  | 3                                  |
| 2015                               | Bạc                                | 2/11                               | 6                                  | 4                                  | 1                                  | 1                                  | 16                                 | 11                                 |
| 2017                               | Hạng tư                            | 4/11                               | 6                                  | 3                                  | 0                                  | 3                                  | 13                                 | 8                                  |
| 2019                               | Đồng                               | 3/11                               | 6                                  | 3                                  | 2                                  | 1                                  | 12                                 | 10                                 |
| 2021                               | Vòng 1                             | 5/11                               | 4                                  | 2                                  | 0                                  | 2                                  | 7                                  | 8                                  |
| 2023                               | Hạng 4                             | 4/10                               | 6                                  | 3                                  | 0                                  | 3                                  | 5                                  | 11                                 |
| Tổng số                            | 12/12                              | Á quân                             | 62                                 | 29                                 | 11                                 | 22                                 | 111                                | 82                                 |

Kể từ năm 2001, bóng đá tại Đại hội Thể thao Đông Nam Á thay đổi thành giải đấu U-23.
*Biểu thị các trận hòa bao gồm các trận đấu vòng đấu loại trực tiếp được quyết định trên loạt sút luân lưu.
**Viền màu đỏ chỉ ra giải đấu được tổ chức trên sân nhà.

### Giải vô địch bóng đá U-23 Đông Nam Á
| Giải vô địch bóng đá U-23 Đông Nam Á | Giải vô địch bóng đá U-23 Đông Nam Á | Giải vô địch bóng đá U-23 Đông Nam Á | Giải vô địch bóng đá U-23 Đông Nam Á | Giải vô địch bóng đá U-23 Đông Nam Á | Giải vô địch bóng đá U-23 Đông Nam Á | Giải vô địch bóng đá U-23 Đông Nam Á | Giải vô địch bóng đá U-23 Đông Nam Á | Giải vô địch bóng đá U-23 Đông Nam Á |
| Năm                                  | Kết quả                              | Vị trí                               | ST                                   | T                                    | H*                                   | B                                    | BT                                   | BB                                   |
| ------------------------------------ | ------------------------------------ | ------------------------------------ | ------------------------------------ | ------------------------------------ | ------------------------------------ | ------------------------------------ | ------------------------------------ | ------------------------------------ |
| 2005                                 | Hạng ba                              | 3/8                                  | 5                                    | 3                                    | 1                                    | 1                                    | 16                                   | 6                                    |
| 2011                                 | Bị hủy bỏ                            | Bị hủy bỏ                            | Bị hủy bỏ                            | Bị hủy bỏ                            | Bị hủy bỏ                            | Bị hủy bỏ                            | Bị hủy bỏ                            | Bị hủy bỏ                            |
| 2019                                 | Vòng bảng                            | 7/8                                  | 3                                    | 0                                    | 1                                    | 2                                    | 1                                    | 4                                    |
| 2022                                 | Bỏ cuộc vì Đại dịch COVID-19         | Bỏ cuộc vì Đại dịch COVID-19         | Bỏ cuộc vì Đại dịch COVID-19         | Bỏ cuộc vì Đại dịch COVID-19         | Bỏ cuộc vì Đại dịch COVID-19         | Bỏ cuộc vì Đại dịch COVID-19         | Bỏ cuộc vì Đại dịch COVID-19         | Bỏ cuộc vì Đại dịch COVID-19         |
| 2023                                 | Vòng bảng                            | 6/10                                 | 3                                    | 1                                    | 1                                    | 1                                    | 5                                    | 5                                    |
| 2025                                 | Vòng bảng                            | 6/10                                 | 2                                    | 0                                    | 2                                    | 0                                    | 4                                    | 4                                    |
| Tổng số                              | Hạng ba                              | 3/8                                  | 13                                   | 4                                    | 5                                    | 5                                    | 26                                   | 19                                   |

## Danh hiệu

### Khu vực
- Bóng đá tại Đại hội Thể thao Đông Nam Á

-  Huy chương bạc (2): 2007, 2015

-  Huy chương đồng (2): 2001, 2011

### Giải thưởng khác
- Myanmar Grand Royal Challenge Cup

-  Vô địch (1): 2005

-  Á quân (1) 2006

- Pestabola Merdeka

-  Á quân (1): 2013